# Filmflug

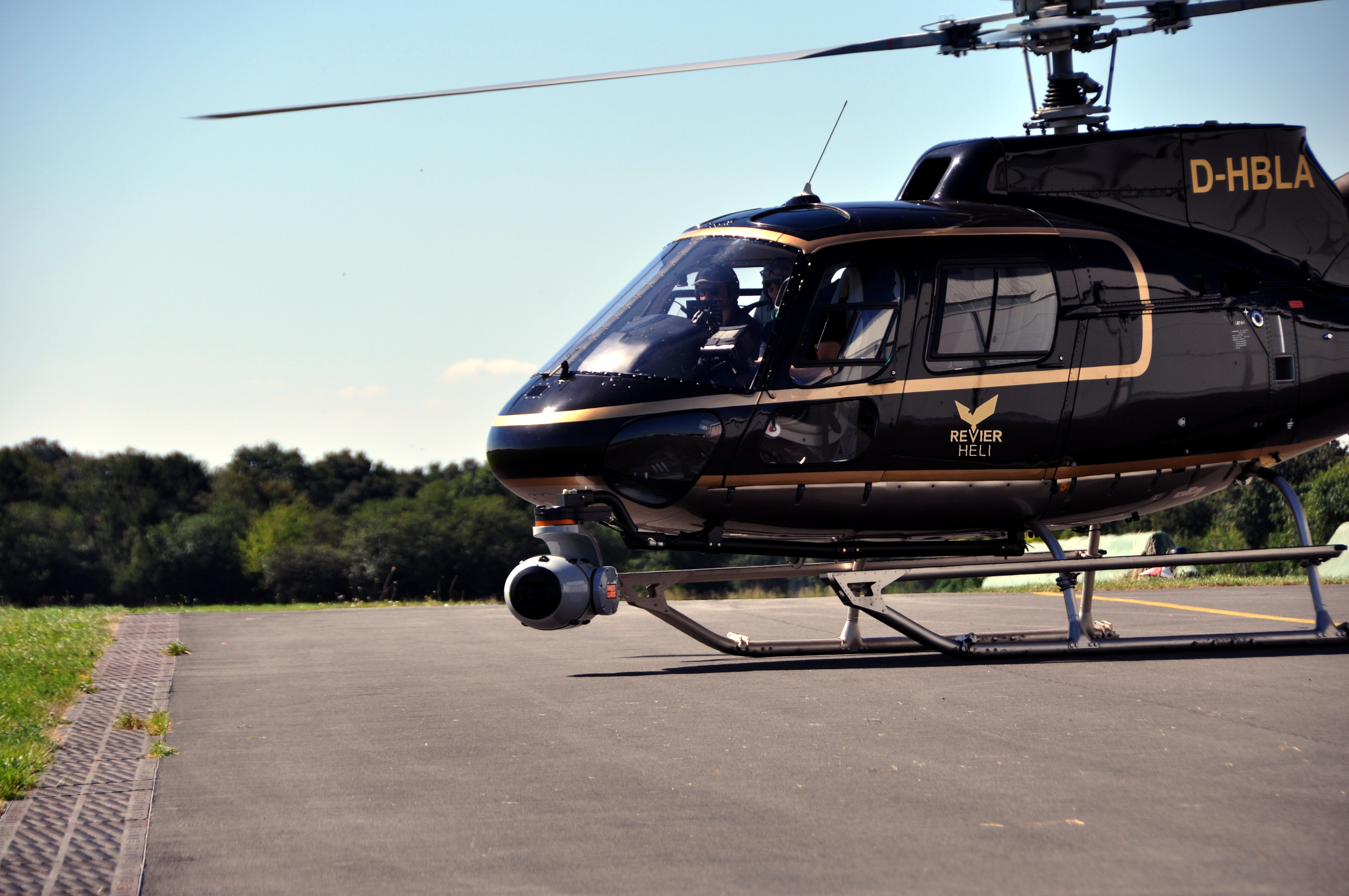
Montierte Kamera an Hubschrauber des Typs AS350 der Firma Revierheli

Als Filmflug bezeichnet man einen Flug, bei dem eine Kamera meistens an einem Hubschrauber, aber auch an Flächenflugzeugen oder Drohnen installiert wird und Luftaufnahmen für Filme, Dokumentationen oder Liveberichterstattungen aufgenommen werden. Der Kameraoperator sitzt dabei im Hubschrauber oder Flugzeug und kann mittels eines Bildschirmes und Joysticks die Kamera in der horizontalen und in der vertikalen Ebene bewegen. Bei einer Drohne geschieht das über eine Fernbedienung vom Boden aus. Bei Filmproduktionen sitzt der Regisseur zusätzlich im Luftfahrzeug oder neben der Drohnensteuerung und kann über einen weiteren Bildschirm die Sicht des Kameraoperators verfolgen und Anweisungen erteilen.

## Verwendete Luftfahrzeuge
Hubschrauber
Am häufigsten wird der Hubschrauber vom Typ Airbus Helicopters (ehemals Eurocopter) AS350 dabei eingesetzt, da dies einer der verbreitetsten, leistungsstärksten leichten Mehrzweckhubschrauber ist. Die Kamerahalterung oder auch „Mount“ genannt, ist dabei eine für diesen Typen geeignete Maßanfertigung, die einer gesonderten FAA- oder EASA-Zulassung bedarf. Ebenso muss die Installation des Kameramounts durch einen Fachbetrieb erfolgen und anschließend von einem Prüfer abgenommen werden. Da die Zulassung eines Mounts sowie deren Anbringung am Hubschrauber mit allen notwendigen Berechnungen großer finanzieller Anstrengungen bedarf, haben sich die Unternehmen dabei auf wenige Hubschraubertypen beschränkt.
Flächenflugzeuge
Filmflüge mit Flächenflugzeugen werden im professionellen Bereich eher selten durchgeführt, da diese nicht in der Lage sind, enge Kreise zu fliegen oder auf der Stelle zu schweben.
Drohnen
Drohnen werden ebenfalls häufig für professionelle Filmflüge eingesetzt, da sie wesentlich kosteneffizienter sind als Hubschrauber und auch für extrem tiefe Flüge eingesetzt werden können. Meistens bestehen professionelle Sequenzen von Filmflügen aus einer Mischung von Hubschrauberaufnahmen und Drohnenaufnahmen.

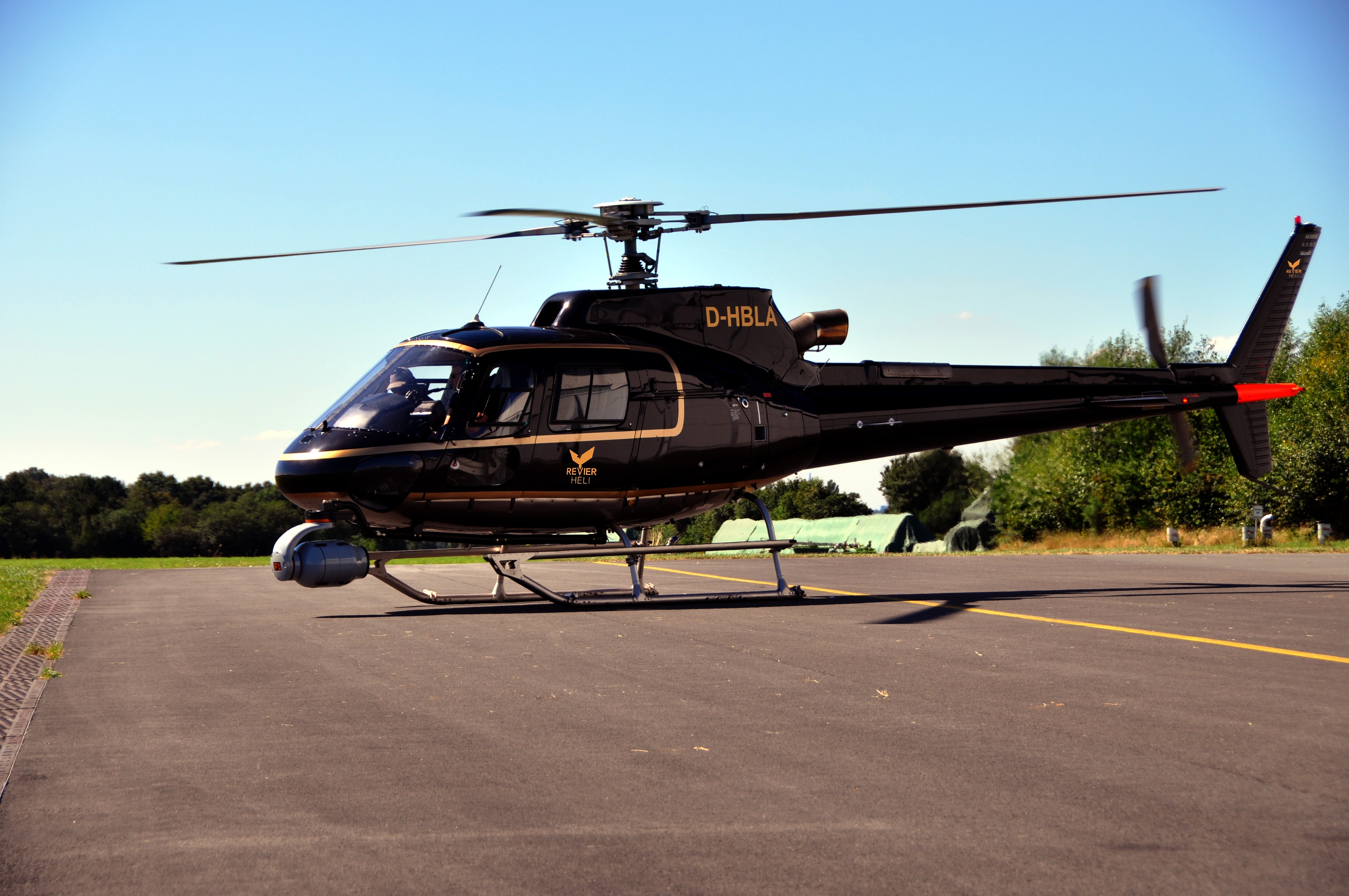
Gegengewicht am Heckausleger zu Kamera am Hubschrauber (orange)

## Systeme zur Stabilisierung des Bildmaterials
Gimbal
Gimbals oder auch kardanische Aufhängung sind Halterungen, auf die man so gut wie jedes Kamerasystem schrauben kann. Diese gleichen Dreh-Schwingungen (Vibrationen) mittels des Trägheitsmoments der Kamera selbst und des beweglichen Teils der Aufhängung aus, sind aber bei weitem nicht so stabil wie die kreiselstabilisierten Systeme.
Gyroskop
Dank des Kreiseleffekts schnell rotierender Schwungräder wird aus begrenzter Masse und auf beschränktem Raum hohes Beharrungsvermögen erzeugt. Daher werden für hochauflösende Kameras typisch 6-achsige, kreiselstabilisierte Systeme eingesetzt. Diese kurz Gyroskop genannten Kameraaufhängungen erlauben ein klares, nicht durch Vibrationen oder unsaubere Kameraführung gestörtes, Bild.

## Beispiele für Filmproduktionen und andere Einsatzbereiche
1. Jason Bourne 5
2. Diverse James Bond Verfilmungen
3. Sportevents z. B. von RedBull[4]
4. Rallye-Motorsport[5]
5. News-Helikopter[6]